# Baruch Blumberg
Baruch Samuel Blumberg (New York, 28 luglio 1925 – Mountain View, 4 aprile 2011) è stato un biochimico statunitense, vincitore del Premio Nobel per la medicina nel 1976 (assieme a Daniel Carleton Gajdusek) per le sue ricerche riguardanti la scoperta di nuovi meccanismi sull'origine e la diffusione delle malattie infettive..
Negli anni '40 frequentò la Far Rockaway High School di New York (dove studiarono anche Burton Richter e Richard Feynman), laureandosi nel 1945 all'Union College di Schenectady. Si iscrisse ai corsi di matematica della Columbia University ma ben presto i suoi interessi si spostarono sulla biochimica in cui si laureò nel 1951 presso il College di Medicina e Chirurgia della Columbia.
Per i quattro anni successivi lavorò presso il Columbia Presbyterian Medical Center e nel 1957 conseguì il dottorato di ricerca in biochimica alla Oxford University. Identificò inoltre il virus dell'epatite B e successivamente sviluppò il test diagnostico e il relativo vaccino per la malattia
È stato membro del Fox Chase Cancer Center di Filadelfia dal 1964, docente di Medicina e Antropologia all'Università della Pennsylvania dal 1977 e direttore dell'Istituto di Astrobiologia della NASA, presso l'Ames Research Center in California, dal 1999 al 2002. Il figlio George è attualmente docente alla Oxford Brookes University.